# ميكتيكاسيوتل

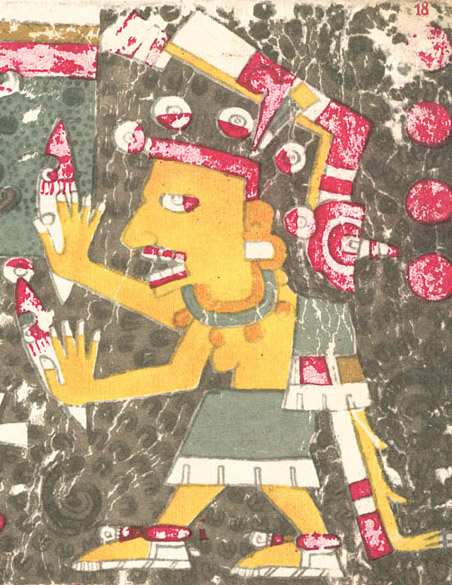
ميكتيكاسيوتل

ميكتيكاسيوتل (بالإنجليزية: Mictēcacihuātl)‏ في أساطير الأزتيك هي «سيدة الموتى» تحكم العالم السفلي مع زوجها ميكتلانتيسيوتل، وهي ملكة العالم السفلي وتحكم الآخرة.
دورها هو مراقبة عظام الموتى ورئاسة مهرجانات الموتى القديمة. تطورت هذه المهرجانات من تقاليد الأزتك إلى يوم الموتى الحديث بعد التوليف مع التقاليد الإسبانية. وترأست الآن المهرجان المعاصر أيضًا. تُعرف باسم «سيدة الموتى»، حيث يُعتقد أنها ولدت، ثم ضُحيت كطفل رضيع. تم تمثيل ميكتيكاسيوتل بجسم مفلطح وبفك مفتوح لابتلاع النجوم خلال النهار.